# Oļegs Blagonadeždins
Oļegs Blagonadeždins (Riga, 16 de maio de 1973) é um ex-futebolista letão. Atuou na Eurocopa de 2004, único torneio disputado pelo seu país.